# Rustico (personaggio)
Rustico è il protagonista con Alibech della decima novella della terza giornata del Decameron di Giovanni Boccaccio.
La novella, raccontata da Dioneo, è tra le più piccanti e smaliziate della raccolta. La giovane Alibech è una donna musulmana di Gafsa in Tunisia, che attratta dal Cristianesimo decide di recarsi in eremitaggio nel deserto della Tebaide, luogo in Egitto sinonimo di monachesimo.
Qui perviene alla cella di Rustico, che dopo averla rifocillata si fa prendere dalla tentazione e la istruisce su come "servire Dio" facendo il servizio a lui più grato, cioè di rispedire il suo nemico, il diavolo, nell'"Inferno".
Essendo la fanciulla vergine ed ingenua, non sospetta l'inganno quando egli si congiunge carnalmente con lei, indicando come diavolo e inferno rispettivamente l'organo maschile e quello femminile.
Dopo sei congiunzioni la giovane è molto contenta di non provare più il dolore iniziale e di aver "domato" il diavolo di Rustico. La pratica instilla nella giovane una nuova simpatia per la religione cristiana:
(Giornata III, novella 10, 25)
Per questo essa si ripresenta sempre più spesso:
(Giornata III, novella 10, 26)
Ma Rustico, che era gracile di fisico e provato dall'eremitaggio, non ce la fa a stare dietro all'"inferno" di Alibech e le dice che il suo "diavolo" è ormai ben castigato, ma che per calmare un "inferno" ci vogliono anche più "diavoli".
In seguito Alibech deve tornare a Gafsa e quando racconta quello che le è accaduto alle confidenti, tutte "fecero sì gran risa che ancor ridono".